# Wendou M'Bour
Wendou M'Bour (ou Wendou Borou) est une ville et une sous-préfecture de la préfecture de Gaoual dans la région de Boké au nord-ouest de la Guinée. 

## Population
En 2014, elle comptait 25 150 habitants.